# Stiftung Tierärztliche Hochschule Hannover

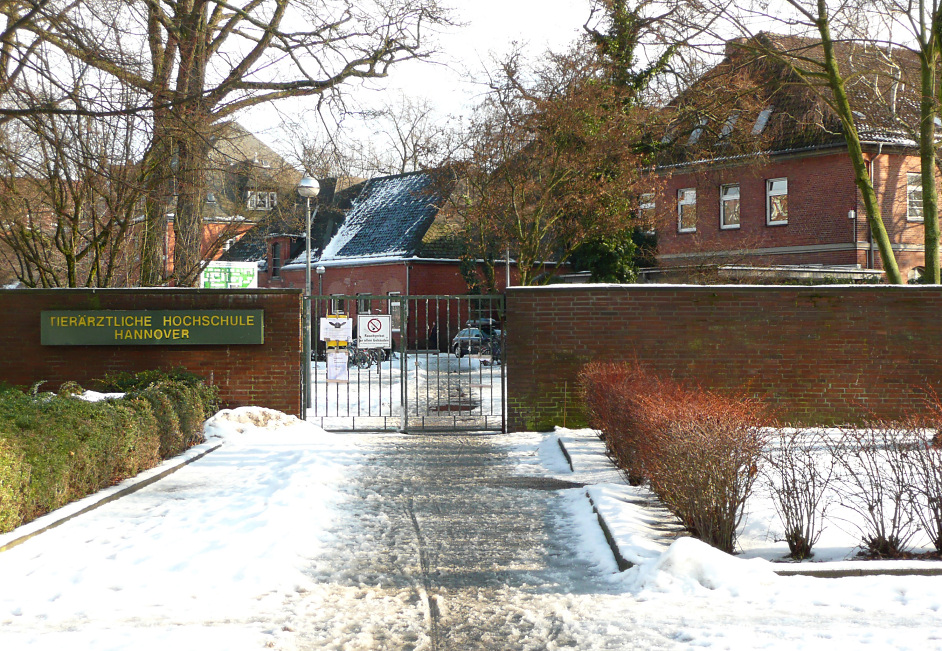
Eingang vom Braunschweiger Platz

Die Stiftung Tierärztliche Hochschule Hannover, kurz Tierärztliche Hochschule Hannover („TiHo“), ist eine Stiftungshochschule in Niedersachsen. Sie ist die älteste und die einzige der veterinärmedizinischen Lehrstätten in Deutschland, die ihre Eigenständigkeit bewahrt hat.
Zur Stiftung Tierärztliche Hochschule Hannover zählen sechs Kliniken, 18 Institute und zwei Fachgebiete. Sie verfügt zudem über drei Außenstellen: das Institut für Terrestrische und Aquatische Wildtierforschung in Büsum, das Lehr- und Forschungsgut in Ruthe im Süden Hannovers und die Außenstelle für Epidemiologie in Bakum bei Vechta. Gerhard Greif war von 2002 bis 2023 ihr Präsident. Seit dem 1. April 2024 ist der Virologe Klaus Osterrieder Präsident der TiHo. Er leitet die Hochschule im Präsidium gemeinsam mit Anna Mikolon, Hauptberufliche Vizepräsidentin, Michael Pees, Vizepräsident für Forschung, und Andrea Tipold, Vizepräsidentin für Lehre.

## Geschichte

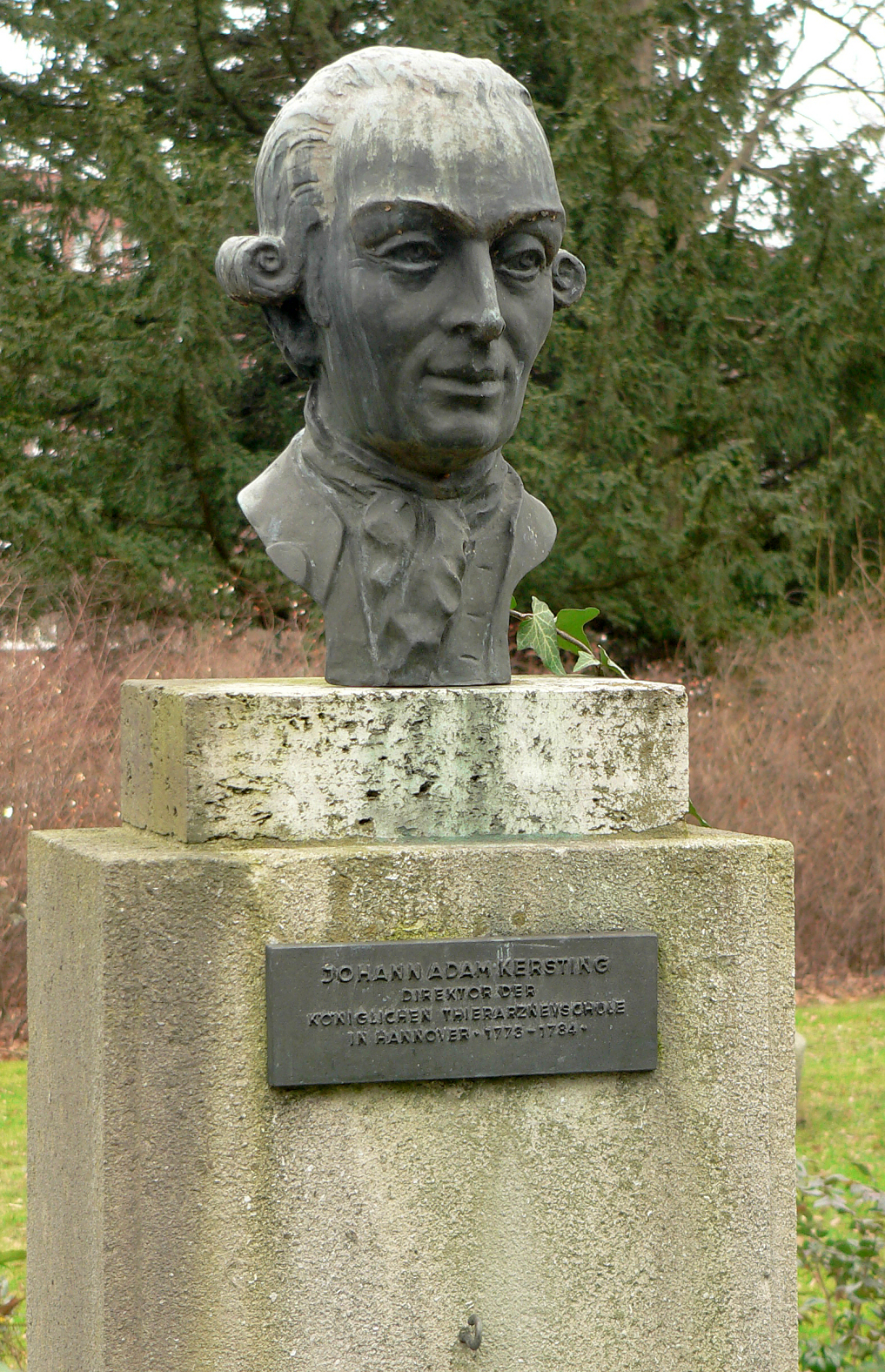
Büste von Johann Adam Kersting auf dem Hochschulgelände

Die Tierärztliche Hochschule Hannover wurde am 18. Juli 1778 auf Weisung Georgs III. unter dem Namen „Roßarzney-Schule“ gegründet. Sie setzte damit bei Hofe eine Tradition fort, die zuvor von den Stallmeistern der Georg-August-Universität Göttingen auf Geheiß Georgs II. begründet worden war. Zunächst war sie im Gebäude einer alten Militärbäckerei vor dem Clevertor untergebracht. Der Oberhofroßarzt Johann Adam Kersting, ein Kurschmied und Oberhofroßarzt aus Kassel, war von 1778 bis 1784 der erste Direktor der Schule. Kersting wurde von August Conrad Havemann, einem Gestütsassistenten aus Celle, assistiert. Das Studium an der Roßarzney-Schule dauerte damals ein Jahr, obwohl die Studenten häufig ein zweites Jahr blieben. Da eine Vorbildung nicht notwendig war, wurden die Studenten vom Direktor ausgewählt. Ab etwa 1814 wurden die Fächer Rinderheilkunde, Botanik, Tierseuchen, naturwissenschaftliche Physik und Chemie in den Lehrplan aufgenommen. Auf August Conrad Havemann folgte im Jahr 1819 Ulrich Friedrich Hausmann als Direktor der Schule, der diese bis 1846 leitete und mit seinem Wirken zu einer Zeit, als Lehre und Forschung noch unter schwierigsten Bedingungen stattfanden, einen wertvollen Beitrag zur weiteren Fortentwicklung der Anstalt leistete. Johann Heinrich Friedrich Günther war von 1847 bis 1858 Direktor. Unter seiner Leitung wurde ein wissenschaftlich fundierter Unterricht eingeführt. Ab 1859 bis 1870 leitete Andreas Christian Gerlach als Direktor die Schule. Er erweiterte den Lehrplan erheblich und baute die Schule räumlich aus. Auch konnte er durchsetzen, dass die Mittlere Reife als Vorbildung für das Studium vorausgesetzt wurde. Von 1870 bis 1881 war Karl Günther Direktor der Schule. Unter seiner Leitung erfolgten weitere Baumaßnahmen und die Zahl der Lehrer wurde erhöht.
Unter der Leitung von Karl Dammann, Direktor von 1881 bis 1912, wurde im Jahr 1887 die „Königliche Tierarzneischule“, geschrieben „Königliche Thierarzney Schule“, durch Kabinettsorder zur Hochschule erhoben, geschrieben „Königliche thierärztliche Hochschule Hannover“. 1899 wurde die Schule an den heutigen Standort am Bischofsholer Damm südwestlich des Braunschweiger Platzes verlegt. Seit 1903 ist das Abitur als Vorbildung für das Studium Pflicht. 1913 erhielt die Hochschule die bis 2003 gültige Rektoratsverfassung mit Bernard Malkmus als erstem „rector magnificus“. Den vollen Status einer Universität erlangte die Hochschule 1910 durch das Promotions- und 1918 das Habilitationsrecht.
Kurze Zeit nach der Machtergreifung durch die Nationalsozialisten wurde die Universität 1933 zum Sammelplatz für diejenigen Bücher, die zum Zwecke der Bücherverbrennung in Hannover an der Bismarcksäule bestimmt wurden.
1953 erwarb die Hochschule den Westfalenhof am Bünteweg in Kirchrode als ihren Hauptsitz. Ab 1969 gab es – erstmals in Deutschland – ein zweijähriges Aufbaustudium, und 1998 führte die Hochschule als erste in Deutschland den international anerkannten Abschluss PhD ein. Seitdem wurde das Studienangebot fortlaufend erweitert.
Im Jahr 2003 wurde die Universität in eine Stiftungshochschule umgewandelt. Seit 2004 gibt es den Bachelor-Studiengang Biologie und seit 2006 den Master-Studiengang „Animal Biology and Biomedical Sciences“ (MSc). Zum Wintersemester 2008/09 waren 1.523 Studierende der Tiermedizin eingeschrieben. Hinzu kamen 758 Promotionsstudierende und 39 Masterstudierende.
Seit 2022 wird der internationale Master-Studiengang Food Process and Product Engineering (MSc) gemeinsam mit Deutsches Institut für Lebensmitteltechnik durchgeführt.

## Studium

### Veterinärmedizin
Das Studium der Veterinärmedizin ist durch die Verordnung zur Approbation von Tierärztinnen und Tierärzten (TappV) geregelt. Die Regelstudienzeit beträgt fünf Jahre und sechs Monate (elf Semester).
Das Studium setzt sich zusammen aus
- einem wissenschaftlich-theoretischen Studienteil von vier Jahren
- einem praktischen Studienteil (Praktikum in einer tierärztlichen Praxis, Tierzucht und Tierhaltung, Hygienekontrolle und Lebensmittelüberwachung und -untersuchung etc.)
- das 9. und 10. Semester wird als „Praktisches Jahr“ durchgeführt
- das 11. Semester ist das Examenssemester

Das Studium umfasst folgende Prüfungen
- Tierärztliche Vorprüfung; abzulegen in zwei Abschnitten:
  - Vorphysikum, naturwissenschaftlicher Abschnitt
  - Physikum, anatomisch-physiologischer Abschnitt
- Tierärztliche Prüfung

### Weitere Studiengänge
- Biologie (B.Sc.), gemeinsam mit der Gottfried Wilhelm Leibniz Universität Hannover und der Medizinischen Hochschule Hannover[14]
- Animal Biology and Biomedical Sciences (Master of Science)
- Food Process and Product Engineering (Master of Science), zusammen mit Deutsches Institut für Lebensmitteltechnik (DIL e. V.)
- die Fakultät für Agrarwissenschaften der Georg-August-Universität Göttingen bietet in Kooperation mit der Tierärztlichen Hochschule Hannover und der Deutschen Reiterlichen Vereinigung e. V. den Master of Science Studiengang Pferdewissenschaften an.[15]

### Graduiertenschule
Die 2003 gegründete Graduate School for Biomedical Sciences Hannover für graduierte Tiermediziner und Naturwissenschaftler zur wissenschaftlichen Weiterqualifizierung ist 2011 umstrukturiert worden und in Hannover Graduate School for Veterinary Pathobiology, Neuroinfectiology and Translational Medicine umbenannt worden. Unter ihrem Dach befinden sich nun die drei internationalen PhD-Programme Veterinary Research und Animal Biology, Animal and Zoonotic Infections sowie Systems Neuroscience, der strukturierte Promotionsstudiengang des Zentrums für systemische Neurowissenschaften (ZSN).

## Persönlichkeiten

### Namhafte Professoren (Auswahl)
- Erich Aehnelt (1917–1974)
- Wolfgang Bisping (* 1929), ordentlicher Professor für Mikrobiologie, Tierseuchenlehre und -bekämpfung, ab 1968 Lehrstuhlinhaber
- Peter Danckwortt (1876–1962), 1924–1931 Professor für Chemie, 1930–1932 Rektor, 1931–1947 Honorarprofessor für Lebensmittelchemie und Toxikologie
- Karl Enigk (1906–1997)
- Karl Theodor Friedhoff (1932–2018)
- Hellmut Glubrecht (1917–2009)
- Richard Götze (1890–1955)
- Karl Günther (1822–1896), 1870–1881 Direktor
- Irmgard Gylstorff (1912–1990)
- Gerhard G. Habermehl (1931–2010)
- Hansjoachim Hackbarth
- Joachim Hahn (1924–2019) (ab 1969)
- Jörg Hartung (seit 1994)
- Franz-Josef Kaup (* 1954), Veterinärpathologe
- Erich Klug (1941–2011)
- Carl Kronacher (1871–1938)
- Arndt Liebisch (1935–2009), 1982 Nachweis des Borreliose-Erregers in Zecken, 1995–2000 Direktor des Instituts für Parasitologie
- Helmut Meyer (* 1927), ab 1968 Ordinarius und Direktor des Instituts für Tierernährung
- Hermann Mießner (1870–1949), ab 1912 Institutsleiter für Hygiene & Mikrobiologie, 1924–1926/1928/1933–1934 Rektor, von 1914 bis 1944 Herausgeber der im Jahr 1893 gegründeten Deutschen Tierärztlichen Wochenschrift (DTW) und Initiator zur Gründung der Gesellschaft der Freunde der TiHo Hannover (GdF) im Jahr 1926.
- Albert Osterhaus (1948), Veterinärmediziner und Virologe
- Guus Rimmelzwaan (1959), Virologe und Immunologe
- Reinhold Tüxen (1899–1980), außerplanmäßiger Professor, Mitbegründer der Pflanzensoziologie
- Kurt Wagener (1898–1976)
- Helmut Wilkens (1926–2009)
- Elke Zimmermann (1958–2019), Zoologin

### Weitere Persönlichkeiten
- Martha Beindorff (1903–2007), jahrzehntelang ehrenamtliche Schriftführerin der „Freunde der TiHo“, 1969 zur Ehrensenatorin der TiHo ernannt.[16]
- Joachim Hahn (1924–2019) (Abteilungsvorsteher ab 1966).

## Forschung
Die Forschungsschwerpunkte der TiHo liegen in den Bereichen Infektionsmedizin, klinische Forschung, systemische Neurowissenschaften sowie Tiergesundheit und Lebensmittelqualität. Viele Fragestellungen werden in hochschulübergreifenden Kooperationen oder in Zusammenarbeit mit der Industrie bearbeitet. Besonders hervorzuheben sind drei von der Deutschen Forschungsgemeinschaft (DFG) geförderte Sonderforschungsbereiche (SFB). Weiter ist die TiHo an dem Exzellenzcluster „From Regenerative Biology to Reconstructive Therapy“ (REBIRTH) beteiligt.

## Dienstleistung
Dienstleistungen gehören neben Forschung und Lehre zu den Kernaufgaben der TiHo. Die Patientenversorgung in den sechs Kliniken der TiHo wird ergänzt durch einen ambulanten Dienst, der sich vor allem auf den Nutztierbereich konzentriert. Außer der Versorgung von Patienten bieten verschiedene Einrichtungen der TiHo pathologische und labordiagnostische Untersuchungen eingesandter Proben an. Weiter werden chemische, biochemische oder toxikologische Analysen durchgeführt. In Fragen des Tierschutzes und der Tierhaltung, hier insbesondere der Infektionsdiagnostik, stehen Wissenschaftler der TiHo für Beratungen zur Verfügung.